# Vorschlagssuche

Vorschlagssuche nach „Bettina W“ in der deutschsprachigen Wikipedia

Die Vorschlagssuche (oder auch: Suchvervollständigung) ist eine Variante der Suchfunktion von Rechnerprogrammen. Dabei werden bereits beim Eintippen des Suchbegriffs mögliche Vervollständigungen oder Fundstellen angezeigt.
Der Vergleich von eingetippter Suchanfrage und der Datenbasis von Vervollständigungen kann unterschiedlich flexibel und unterschiedlich intelligent sein. Bei der Flexibilität kann man grob unterscheiden, ob Vorschläge immer nach rechts vervollständigen oder auch nach links. Die meisten Programme zur Suchvervollständigung operieren ohne Berücksichtigung der Semantik der Dokumente, d. h., sie schlagen auch Vervollständigungen vor, die zwei inhaltlich nicht zusammenhängende Wörter enthalten, die nur zufällig in den Dokumenten direkt nebeneinander stehen. Neuartige semantische Suchvorschläge im Kontext von bedeutungsorientierten Suchmaschinen hingegen achten darauf, dass die Begriffe in der Suchvervollständigung auch in einem inhaltlichen Zusammenhang stehen. Dabei können auch weit auseinander stehende Wörter zu einem Suchvorschlag kombiniert werden, wenn der Zusammenhang z. B. durch automatische Sprachverarbeitung nachgewiesen werden konnte.
Ein Beispiel für eine einfache Vorschlagssuche ist die Suchfunktion des Browsers Firefox, bei der bereits mit jedem eingetippten Buchstaben eine passende Fundstelle angezeigt wird. Auch mit Google Suggest kommt die Vorschlagssuche zum Einsatz. Vorschlagssuchfunktionen auf Internetseiten nutzen die AJAX-Technik – auf diese Weise können Daten mit dem Dienstanbieter ausgetauscht werden, ohne dass die Seite neu geladen werden muss.